# 相生線
相生線（あいおいせん）は、かつて日本国有鉄道（国鉄）が運営していた鉄道路線（地方交通線）である。北海道網走郡美幌町の美幌駅で石北本線から分岐し、同郡津別町の北見相生駅までを結んでいた。1980年（昭和55年）の日本国有鉄道経営再建促進特別措置法（国鉄再建法）施行により、翌年9月に第1次特定地方交通線に指定され、1985年（昭和60年）4月1日に全線が廃止となった。

## 路線データ
- 区間（営業キロ）：美幌 - 北見相生 (36.8km)
- 駅数：14駅（起終点駅含む。駅8、仮乗降場6）
- 複線区間：なし（全線単線）
- 電化方式：全線非電化
- 閉塞方式：票券閉塞式
  - 交換可能駅：1（津別）
- 輸送密度（1981年度）: 411人（キロ）[2]

## 歴史
釧路 - 美幌間を結ぶ釧美線（せんびせん）として計画された路線で、1911年の第27回帝国議会では阿寒郡飽別村民らによる「釧路美幌間鉄道速成の件」という請願が提出・採択され、1912年にも請願が出されている。1919年3月19日の第41回帝国議会衆議院請願委員会では、「美幌相生間拓殖事業鉄道敷設速成の件」という請願について、議員の寺田省帰が「美幌相生線はすでに大正十年から起工することになって居るのでありますけれども」と発言しており、当路線に当たる区間の着工はこの時点で決まっていた。1921年3月2日の第44回帝国議会衆議院請願委員第四分科会の会議録では、議員の木下成太郎が「美幌相生間ならびに相生、釧路間鉄道敷設の件」という請願に関する説明で、二つの請願が出願した地方の違いで分かれているが一体のものであると述べている。
1922年の改正鉄道敷設法別表第148号で「釧路國釧路ヨリ北見國相生ニ至ル鐵道」と規定された。国の財政事情で中断され部分開通したもので、1924年に美幌から津別まで、翌年に北見相生までが開業した。しかし、1931年に本路線にほぼ並行する釧網線（現・釧網本線）が全線開通したことで路線建設の意義が薄れたこともあり、釧路までの区間は着工が放棄された。1968年頃には、北見相生駅から阿寒湖を経由し白糠線までを結ぶ、阿寒線の建設運動が地元自治体を中心に行われたが、実現しなかった。1980年に国鉄再建法が成立すると第1次特定地方交通線に指定され、1985年4月に廃止された。
釧路側では1923年に北海炭礦鉄道（後の雄別炭礦鉄道）が雄別炭山まで開通させていたが、炭鉱の閉山にともない1970年に廃止された。
代替バスは鉄道と同じ美幌向けの路線（北見 - 美幌 - 津別：北海道北見バス）と、人の流れに沿って北見向けの路線（北見 - 津別 - 相生：津別町営バス）が運行されていたが、2012年10月に津別町営バスが事業終了し、津別 - 相生間は予約制（後に一部便は予約不要となる）の混乗スクールバス（津別まちバス）へ移行した。また、かつては阿寒バスが釧路 - 阿寒湖畔 - 美幌間のバスを運行していたことがある（津別町営バス#津別町のバスの動きも参照）。
- 1924年（大正13年）11月17日 相生線美幌 - 津別間 (16.6km) 開業。上美幌駅[15]・活汲駅[15]・津別駅[16]を新設。
- 1925年（大正14年）11月15日 津別 - 北見相生間 (20.2km) 延伸開業し全通[7]。本岐駅・北見相生駅を新設[16]。
- 1947年（昭和22年）9月20日 布川仮乗降場を新設[16]。
- 1955年（昭和30年）8月20日 旭通仮乗降場[15]・豊幌仮乗降場[15]・高校前仮乗降場[16]を新設。
- 1956年（昭和31年）5月1日 達美仮乗降場[15]・大昭仮乗降場[16]・開拓仮乗降場[16]を新設。
- 1956年（昭和31年）9月20日 恩根駅・布川駅を新設[16]（仮乗降場から昇格。恩根仮乗降場の設置日不明）
- 1975年（昭和50年）5月 蒸気機関車の運転を廃止[17]。
- 1979年（昭和54年）12月11日 貨物営業廃止。
- 1981年（昭和56年）9月18日 第1次特定地方交通線として廃止承認。
- 1985年（昭和60年）4月1日 全線 (36.8km) を廃止[7]し、北見バス（当時）と津別町営バスの各バス路線に転換[1]。

## 駅一覧
接続路線の事業者名は相生線廃止時。全駅北海道網走郡に所在。
| 駅名           | 営業キロ | 営業キロ | 接続路線               | 所在地 |
| 駅名           | 駅間     | 累計     | 接続路線               | 所在地 |
| -------------- | -------- | -------- | ---------------------- | ------ |
| 美幌駅         | -        | 0.0      | 日本国有鉄道：石北本線 | 美幌町 |
| 旭通仮乗降場   | -        | (2.0)    |                        | 美幌町 |
| 上美幌駅       | 6.2      | 6.2      |                        | 美幌町 |
| 豊幌仮乗降場   | -        | (7.9)    |                        | 美幌町 |
| 活汲駅         | 5.7      | 11.9     |                        | 津別町 |
| 達美仮乗降場   | -        | (15.0)   |                        | 津別町 |
| 津別駅         | 4.7      | 16.6     |                        | 津別町 |
| 高校前仮乗降場 | -        | (17.7)   |                        | 津別町 |
| 恩根駅         | 4.2      | 20.8     |                        | 津別町 |
| 本岐駅         | 3.9      | 24.7     |                        | 津別町 |
| 大昭仮乗降場   | -        | (28.4)   |                        | 津別町 |
| 開拓仮乗降場   | -        | (30.3)   |                        | 津別町 |
| 布川駅         | 7.6      | 32.3     |                        | 津別町 |
| 北見相生駅     | 4.5      | 36.8     |                        | 津別町 |

仮乗降場には営業キロが設定されていなかった。括弧内に実キロを記す。